# Józef i Maryja
Józef i Maryja (ang. Joseph and Mary) – kanadyjski film biblijny z 2016 roku.

## Treść
Pobożny rabin Eliasz, po śmierci przyjaciela, opiekuje się jego rodziną. Podczas rzezi niewiniątek giną dzieci, nad którymi sprawował opiekę. Od tej chwili pomszczenie ich śmierci staje się jego celem. Wszystko zmienia się, gdy poznaje Świętą Rodzinę. Przebywanie z Maryją, Józefem i młodym Jezusem sprawia, że Eliasz zmienia swoje życie.

## Główne role
- Kevin Sorbo – święty Józef
- Lara Jean Chorostecki – Maryja, matka Jezusa
- Steven McCarthy – rabin Eliasz
- Lucius Hoyos – Jezus (w wieku 12 lat)
- Joseph Mesiano – Jezus (w wieku 30 lat)
- Lawrence Bayne – król Herod
- Ashley Armstrong – Leper